# Rosa 'Climbing Iceberg'
'Climbing Iceberg' (el nombre del obtentor registrado), es un cultivar de rosal trepador que fue conseguido en Reino Unido en 1968 por el rosalista británico B.R. Cant.

## Descripción
'Climbing Iceberg' es una rosa moderna cultivar del grupo Floribunda.
El cultivar procede de un desporte de 'Iceberg' (Floribunda, Kordes 1958).
Las formas arbustivas del cultivar tienen porte trepador y alcanza unos 245 a 455 cm de alto. Las hojas son de color verde oscuro brillante, follaje de aspecto coriáceo.
Sus delicadas flores de color mezcla de blancos o blanca. Ninguna fragancia o una muy suave. hasta 25 pétalos. Tamaño de flor medio, semi-doble a doble, forma de la flor de ahuecada a plana.
Florece en oleadas a lo largo de la temporada. Primavera o verano son las épocas de máxima floración, si se le hacen podas más tarde tiene después floraciones dispersas.

## Origen
El cultivar fue desarrollado en Reino Unido por el prolífico rosalista británico B.R. Cant en 1968. 'Climbing Iceberg' es una rosa híbrida desporte de 'Iceberg' (Floribunda, Kordes 1958).
El obtentor fue registrado bajo el nombre cultivar de 'Climbing Iceberg' por B.R. Cant en 1968 y se le dio el nombre comercial de exhibición 'Climbing Iceberg' ®.
También se le conoce por los sinónimos de 'Fée des Neiges, Cl.' y 'Schneewittchen, Cl.'

## Cultivo
Aunque las plantas están generalmente libres de enfermedades, es posible que sufran de punto negro en climas más húmedos o en situaciones donde la circulación de aire es limitada. Las plantas toleran la sombra, a pesar de que se desarrollan mejor a pleno sol. En América del Norte son capaces de ser cultivadas en USDA Hardiness Zones 4b a 9b. La resistencia y la popularidad de la variedad han visto generalizado su uso en cultivos en todo el mundo.